# 45 f.Kr.
| 45 f.Kr.           |
| ------------------ |
| Dødsfald - Fødsler |
|                    |

## Begivenheder
- 1. januar – Julius Cæsar indfører den julianske kalender.
- 17. marts – Julius Cæsar slår Pompejus i Slaget ved Munda – Pompejus fanges og henrettes.